# たい焼き
たい焼き（たいやき、鯛焼き、タイヤキ）は、鯛をかたどった金属製焼き型であんこを小麦粉の生地で挟んで焼いて作られる和菓子。最近ではクリームをはじめ、様々な中身のバリエーションがある。モチモチした食感のある白たい焼きなども親しまれている。

## 概要
今川焼きのように、クリーム、チョコレート、キャラメル、カスタードクリームなどを使用したものや、サンドウィッチ風に肉類や生野菜、ソースやリゾットなどを挟む「おかずたい焼き」も注目されるようになった。
たい焼きの「焼き型」には、1匹ずつ焼き上げる型（一丁焼き）と、鉄板などで複数匹を一度に焼き上げる型の2種類があり、たい焼きの味にこだわる人々の中には前者で焼いた鯛焼きを「天然物」・「一本焼き」・「一丁焼き」、後者を「養殖物」・「連式」などと呼び、違いを明確にする場合がある。手間がかかり2キログラムを超える鋳物の焼き型を一つずつ返す為に体力も必要な一丁焼き型の使用は減少を続けているが、伝統的な焼き方と味（高温で焼くために皮がカリッっとしている）にこだわりを持つたい焼き職人もいる。天然物と養殖物は焼き方の違いにより、皮の焼き上がりが異なり、火の通り方によって味も違うが、古式か新しい製法かの違いである。冷凍食品のたい焼きも流通しており、電子レンジで解凍して食することができる。

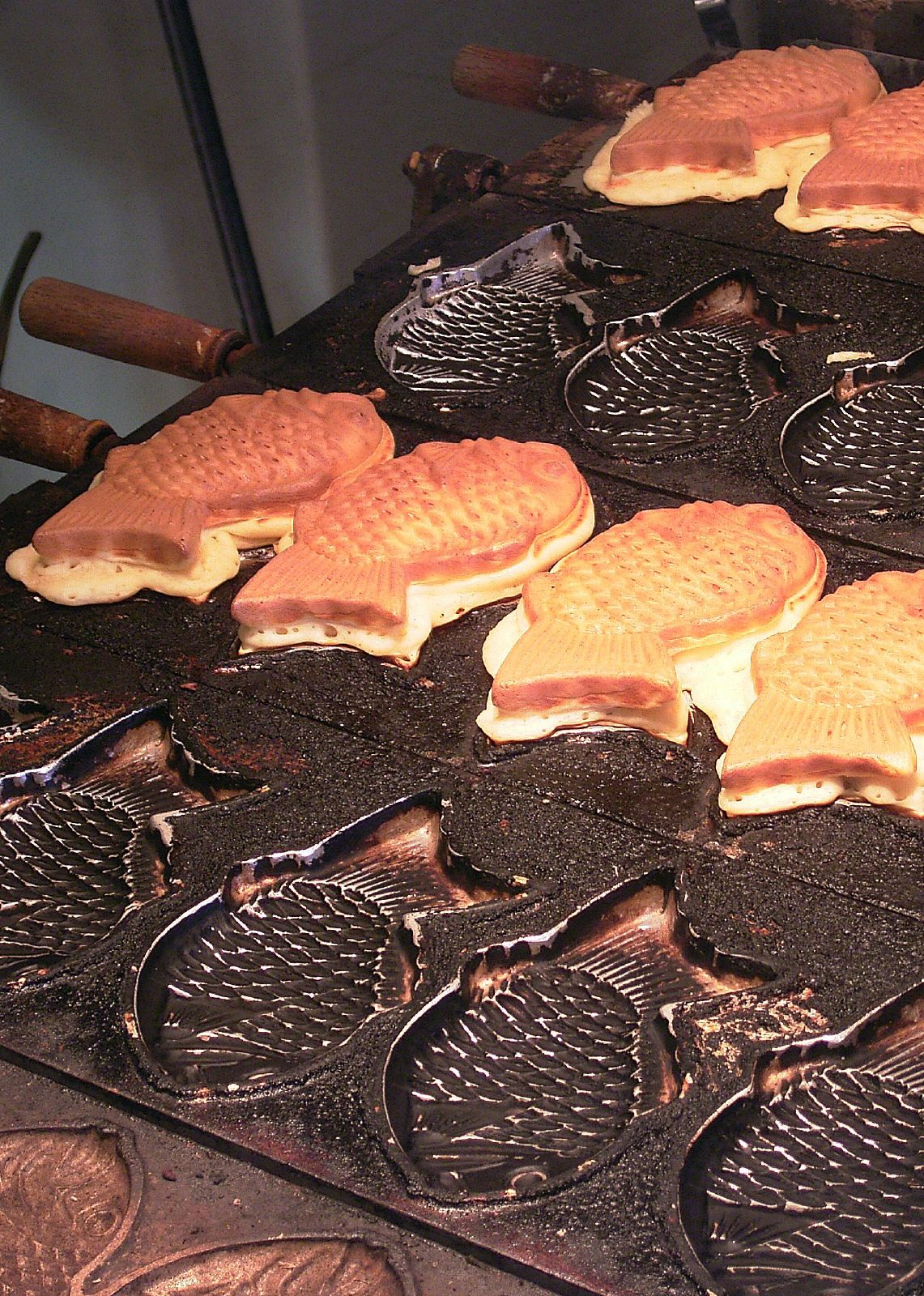
鯛焼きの型 複数を一度に焼き上げる“養殖物”。
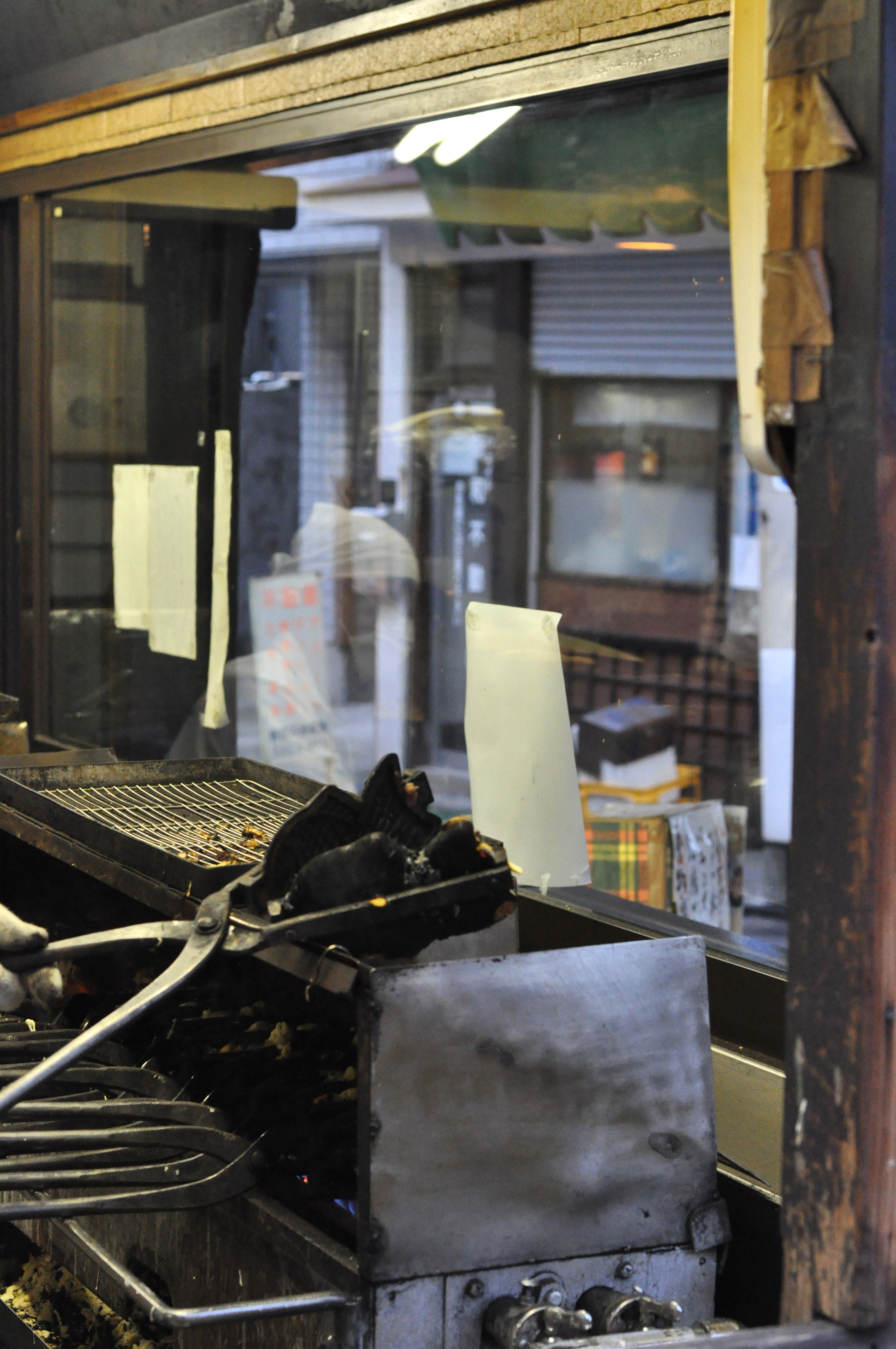
一つ一つを回転させて焼き上げる"天然物"。
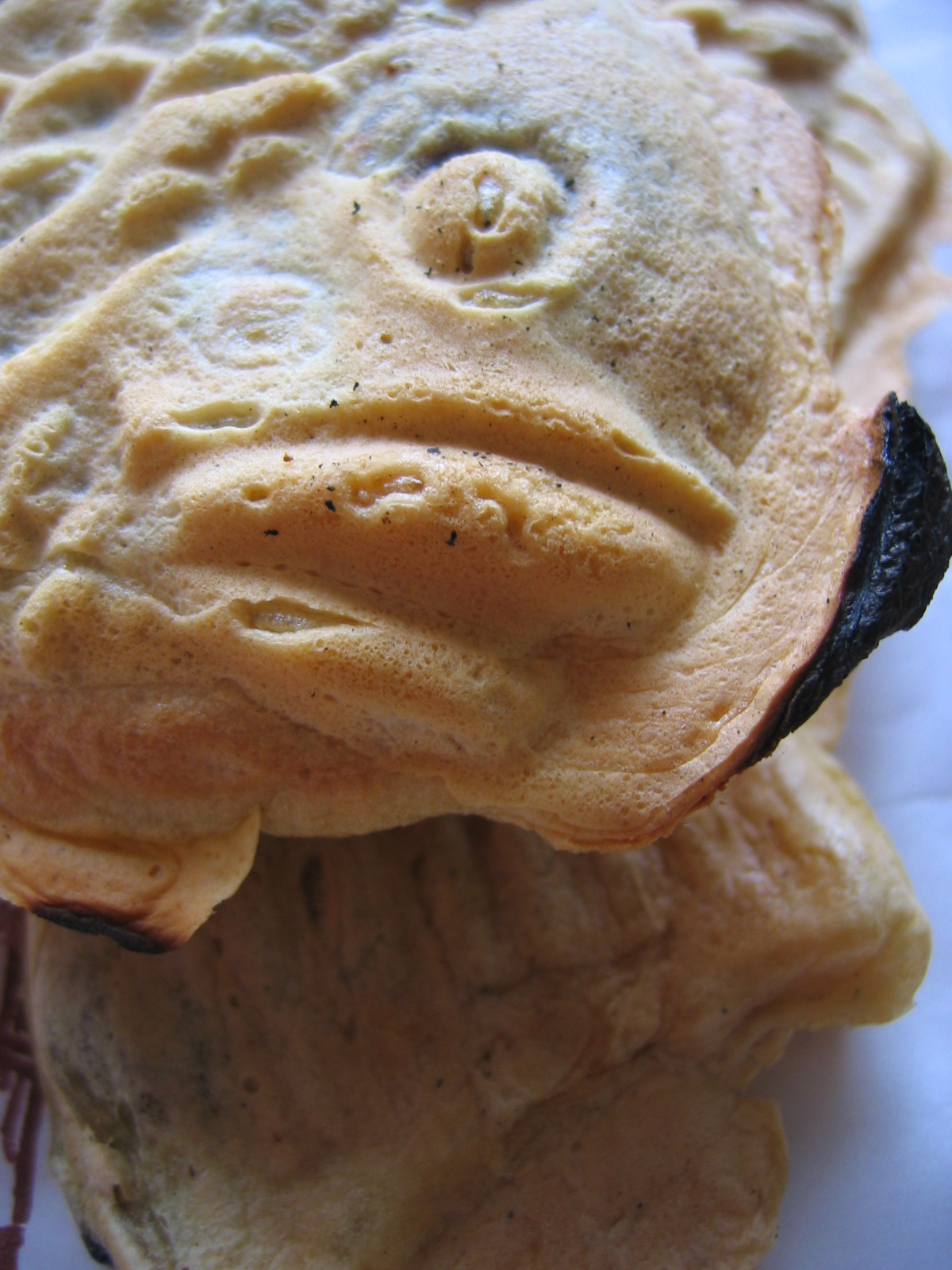
"天然物"。特徴が見える。
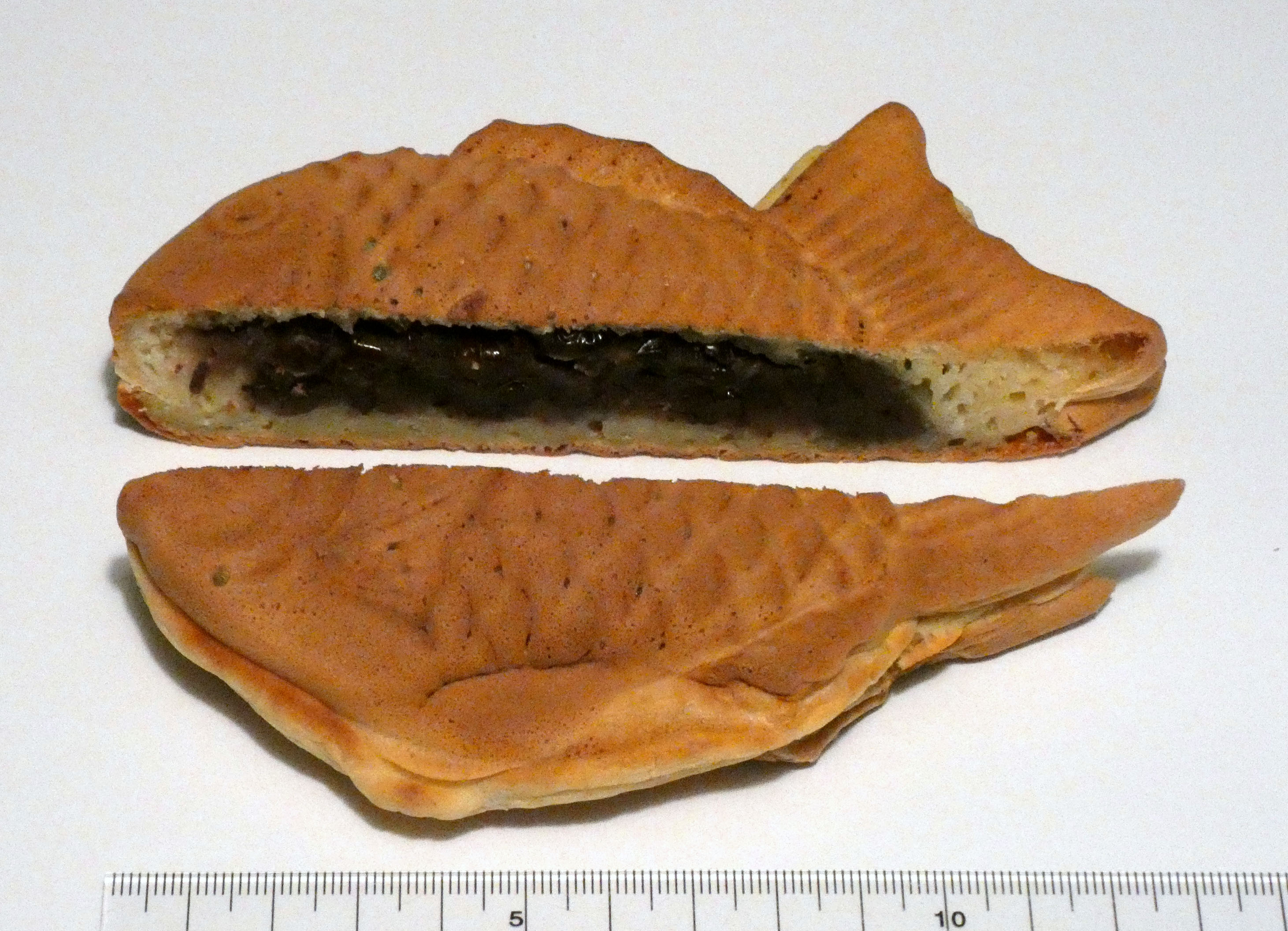
たい焼きの断面

## 歴史

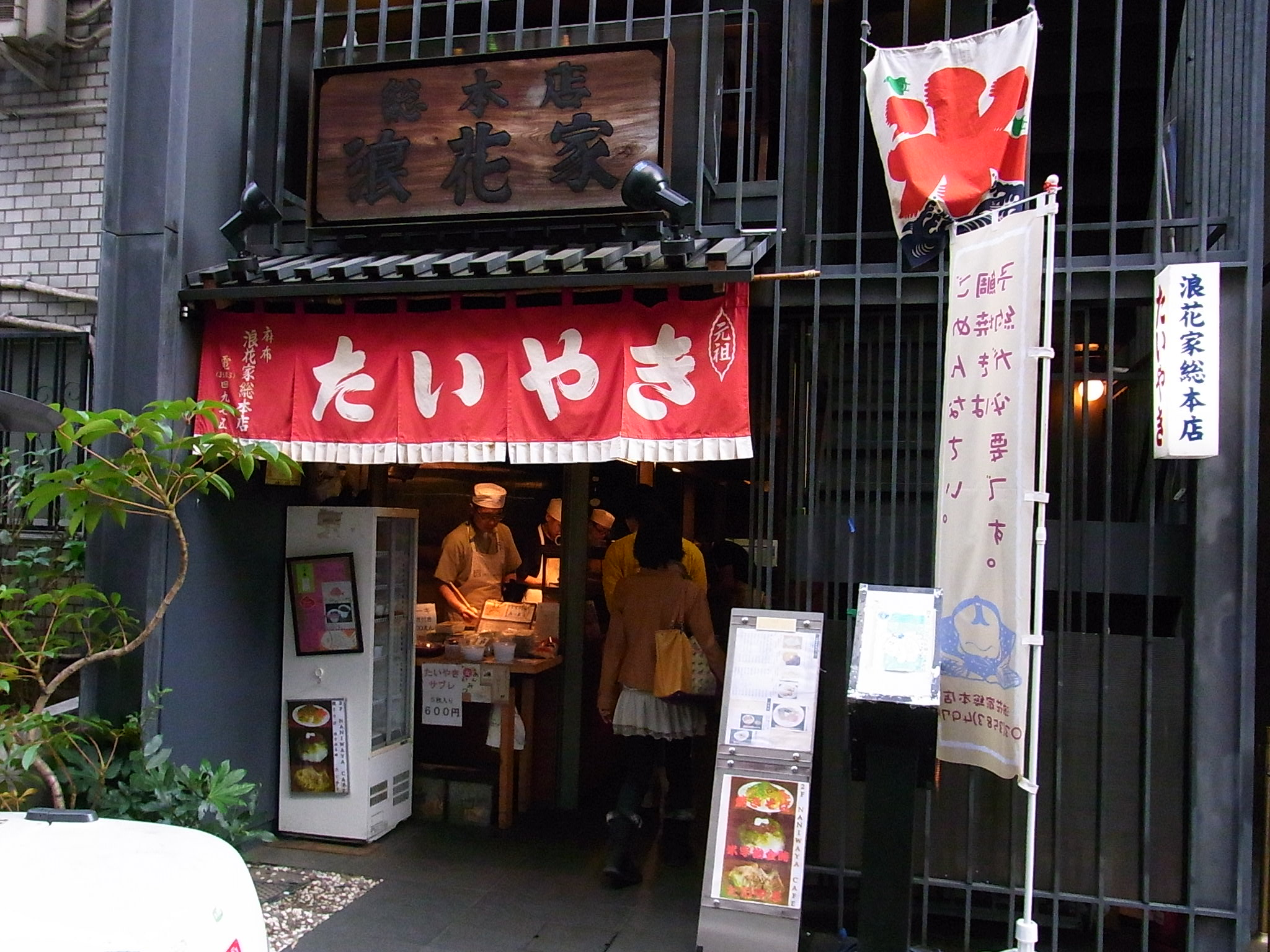
麻布十番の浪花家総本店（2009年）

たい焼きは、今川焼きから派生した食べ物である、とされている。たい焼きとしての発祥については、明治時代に鋳物の型を使って作られたとされる説があり、明治時代末期の文学作品（後述）や著述、新聞記事などには、既に「鯛焼」との記述が散見されている。発祥店に関しては、1909年に創業した麻布十番にある「浪花家」の考案説が存在しているが、それ以前から営業していたたい焼き屋が存在することを示唆する新聞記事も見られる。また三重県津市大門にあった「日の出屋食堂」が発祥店であるとの説が存在したが、日の出屋食堂がたい焼きの販売を始めたのは第二次世界大戦後であることが判明している。

## 日本国外でのたい焼き
2016年11月10日に、NHKテレビで放送された『所さん!大変ですよ』によると、調理道具店に5年ほど前からアメリカ合衆国を中心にコロンビア、メキシコなどからたい焼き機の注文が増えているという。これは、テレビアニメ『Kanon』に登場するヒロインの月宮あゆがいつもたい焼きを食べていたことが、SNSなどを通じてアニメファン以外にも知られるようになったとされている。また、日本国外では具材にあんこではなく、ベーコンやチーズ、りんご、チョコレートなどを入れるなど独自のたい焼きを作られており、ベーコン入りのたい焼きが一番人気だという。

## たい焼きのしっぽの餡
しっぽ（鯛の尾部）まで餡が入っているかどうか、また、入っているべきか否かについて、かつて文学者を巻き込んだ「たい焼き論争」とでもいうべき論争があった。これは小説家の安藤鶴夫が「たい焼きはしっぽまで餡が入っているのがおいしい」という趣旨の話を読売新聞に書いたところ様々な賛否があったもので、以下に示すものが代表的な意見とされる。
1. 元々しっぽは指でつまんで食べるための持ち手であり、餡は無いのが正式である。
2. 甘い餡を食べた最後の口直しとするために、餡を入れるべきではない。
3. しっぽの先まで餡が入っていないと、損をしたような気がするので、入れるべきである。
4. しっぽまで餡が入っていることで、値打ち感のアップなどの差別化が図れる。

また、上記に関連して、「頭から食べるのが正統か、しっぽから食べるのが正統か?」という議論も繰り広げられた。

## 変わり種
形状
- 周囲の皮をわざと残し全体が四角い"羽根付き"たい焼きがある。羽根部分を取り除くことを「化粧裁ち」という店舗がある。
- パンダを模した「パンダ焼き」が上野動物園近辺や新潟県弥彦村、熊本県熊本市東区で販売されている。
- 北海道函館市では、イカ型の「いか姫」が販売されている。
- 福島県いわき市にあるシーラカンス研究で知られる水族館「アクアマリンふくしま」では、シーラカンス形のたい焼きを販売している。
- 茨城県笠間市では、「あんこう焼き」が販売されている。
- こいのぼりの生産が盛んな埼玉県加須市では、「こいのぼり焼き」が販売されている。
- 東京都中央区築地では、「まぐろやき」が販売されている。
- 東京都港区六本木では、各種の変わり種（イワシ、アジ、アサリ）が販売されている。
- 東京都杉並区では、「たいやきの開き」が販売されている。
- 東京都荒川区では、餡にえび、ベーコン、ピーマンを使い、お好み焼き粉を生地にして焼いたたい焼きをカレーにトッピングした「カレーチーズたい焼き」が販売されている。
- 新潟県新発田市では、「金魚台輪焼」という郷土玩具の「金魚台輪」を模した形のたい焼きが冬から春にかけての期間のみ販売されている
- 新潟県新潟市西蒲区の巻地区の鯛車商店街では、「鯛車焼」という郷土玩具の「鯛車」を模した形のたい焼きが販売されている。
- 静岡県沼津市では、シーラカンスをモチーフにしたパンケーキが販売されている。
- 大阪府大阪市で開催された大阪サバ博2023では「さば焼き」が販売された。
- 兵庫県豊岡市の城崎温泉では、カニ型をした「かにやき」が販売されている。
- 福岡県では、ムツゴロウ型をした「むっちゃん万十」が販売されている。
- 長崎県長崎市・北海道室蘭市などでは、クジラの形をしたくじら焼きが販売されている。
- 長崎県対馬市佐賀（さか）の「佐賀のたい焼き」の鯛は尾を曲げて全体が今川焼きのように丸い。
- 2021年、GENDA SEGA Entertainmentが運営するたい焼き屋「GiGOのたい焼き」がゲーム『原神』とのコラボ企画で「原神焼き」を販売した。

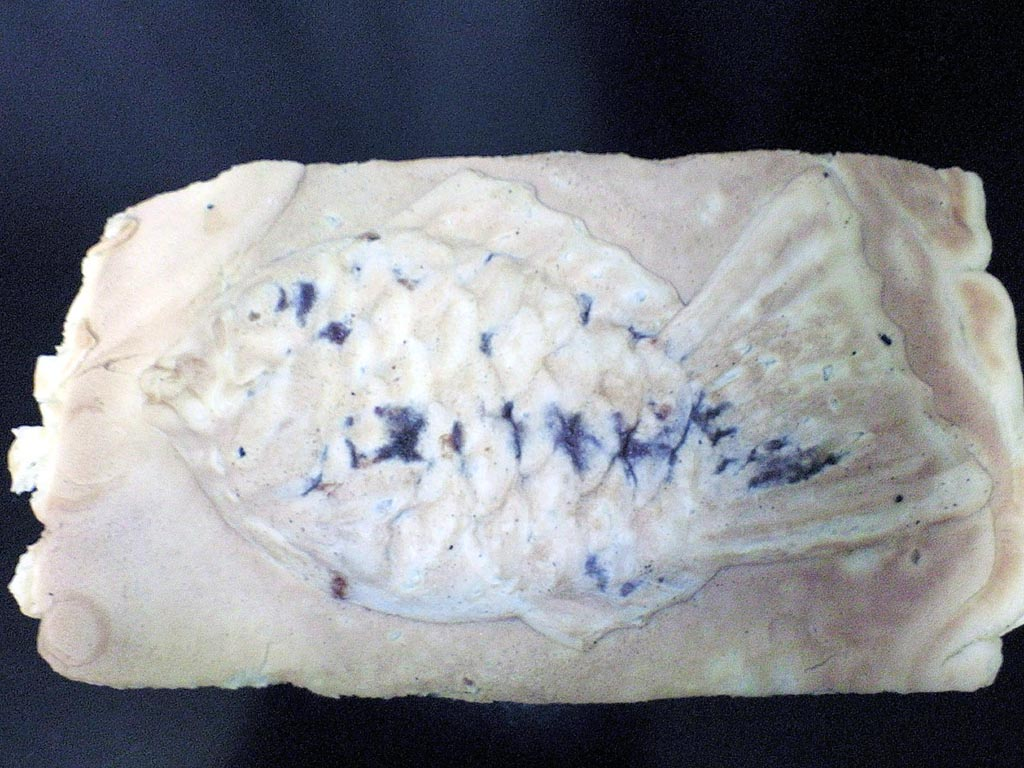
四角い形の鯛焼き
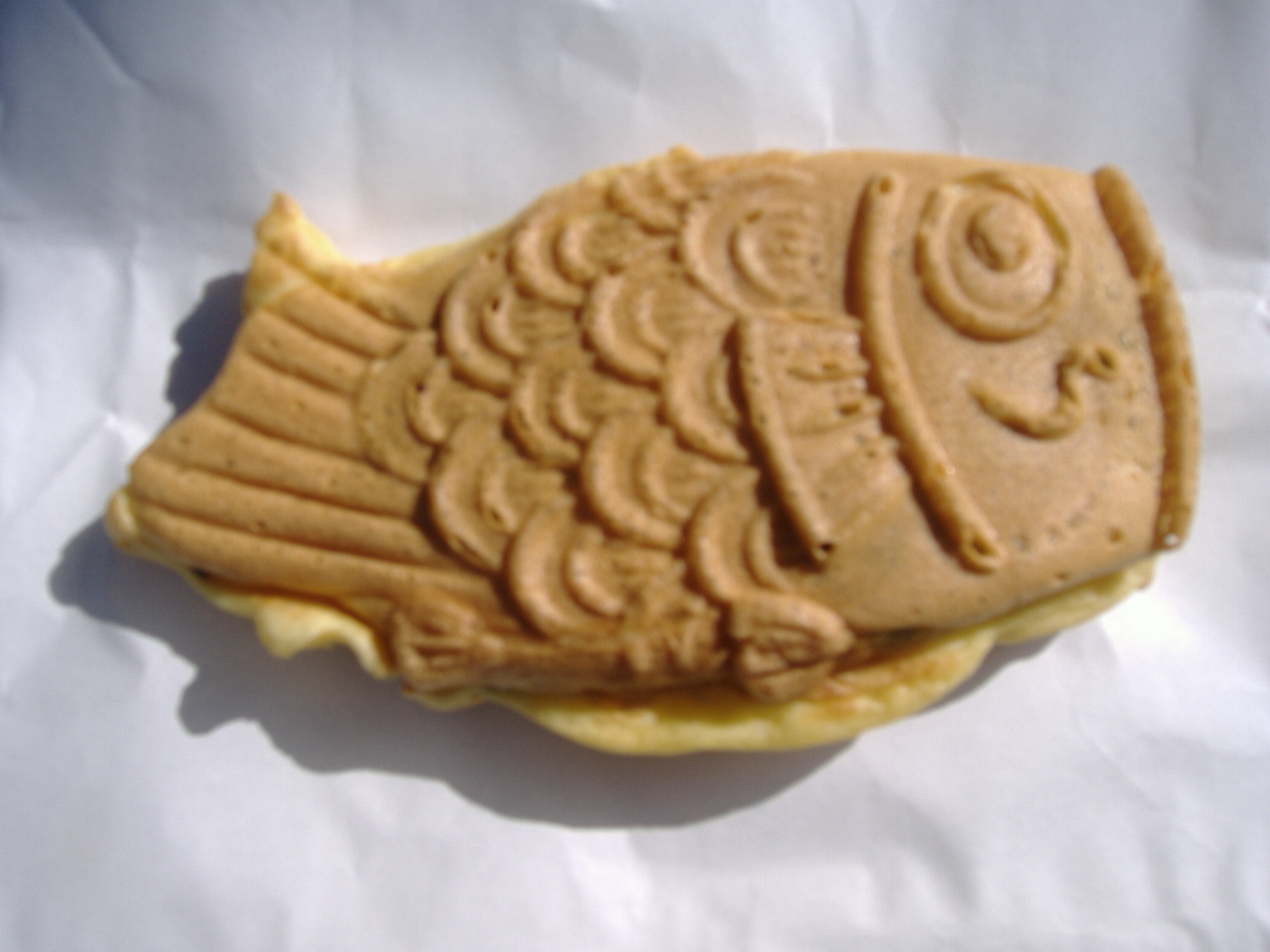
鯉のぼりの形をした鯛焼き
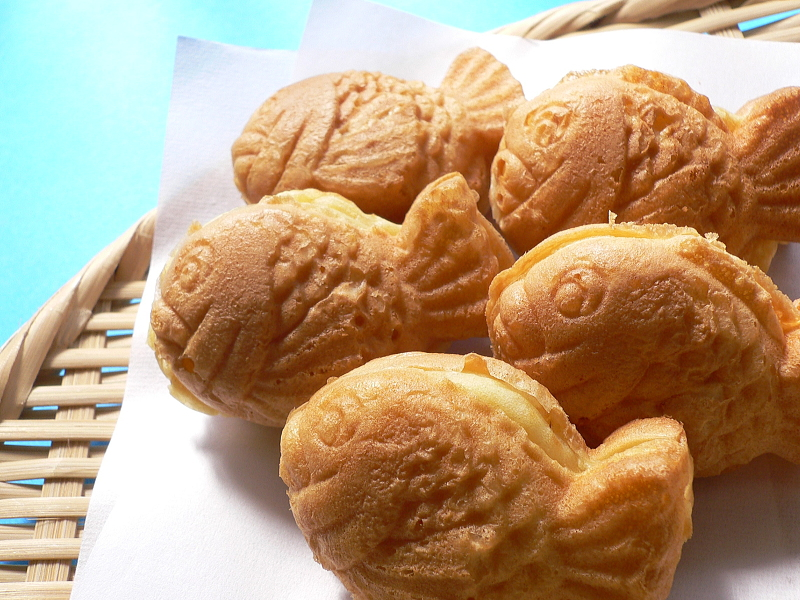
小さいサイズの鯛焼き

生地
一般的なたい焼き生地は黄色く、焼き上がったたい焼きの表面は茶色い。生地の色が黄色いのは、材料の一つである卵（卵黄と卵白）の卵黄によるものであり、焼き目が付くのはメイラード反応による。一方、卵の代わりに卵白のみを用いると生地は白色となり、焼き上げてもメイラード反応がほとんど発生せず、「白いたい焼き」となる。
たい焼きの主な材料である小麦粉はデンプンが主成分であるが、他の食品由来のデンプンを付加することで異なった食感を与えることができる。近年の製パン業界において、モチモチとした食感の付与および経時的な硬化（デンプンの老化）の抑制のために、タピオカ粉や米粉を原材料に含める動きがあるが、たい焼きでも同様にタピオカ粉や米粉を付加する例が見られる。これにより、たい焼きとは違ったモチモチとした食感で冷めてもあまり硬くならないたい焼きなど、亜種も散見されている。2000年代後半には全国的に白いたい焼き専門店が話題となり流行した。
バターを使用しさっくりとした食感の皮に仕上げた「クロワッサンたい焼き」も、2013年より「銀のあん」にて販売されている。
- 静岡県三島市では皮にタレの染みたご飯、具にうなぎのかば焼きを使って焼いた「うなぎたい焼き」が販売されている。

製法
- 秋田県秋田市の「大塚や」では焼いた後、冷やしてから中身を詰める「冷やしたい焼き」なる商品を販売している。
- 青森県五所川原市ではたい焼きを油で揚げて砂糖をまぶした「あげたい」が販売されている。
- 東京都墨田区では、たい焼きの中にたこ焼きを入れた「たこたい焼き」が販売されている。
- 兵庫県明石市では見た目は小ぶりの「たい焼き」で中身はアンコではなく明石ダコに天かす、そして紅ショウガと「たこ焼き」仕様の「たい焼きたこ焼き」が製造・販売された。
- 井村屋のたい焼きの形をした最中に、アイスを入れた「たい焼きアイス」が販売されている。

## たい焼きを題材とした歌
- 「およげ!たいやきくん」作詞：高田ひろお、作曲：佐瀬寿一、歌：子門真人。『ひらけ!ポンキッキ』発祥の童謡。　1975年
- 「私の恋人、たいやきくん!」作詞：中山大三郎、作曲：穂口雄右、歌：山本リンダ　1976年[49]
- 「帰って来たたいやきくん」作詞：岡田冨美子、作曲：城賀イサム、歌：ザ・ジョーズ　1976年。「およげ！ジョーズくん」のB面[50][51]。
- 「ごめんね　たいやきくん」作詞：丹古晴己、作曲：鏑木創、歌：横山ノック　1976年。「ガンバレ!たこやきちゃん」のB面[52]。
- 「たいやきやいた」作詞：サンプラザ中野、ファンキー末吉、作曲：ファンキー末吉、歌：爆風スランプ　1984年
- 「平成たいやき物語」作詞・作曲：伊藤多賀之、歌：ブリーフ&トランクス。『戦後最大のハーモニー』に収録。　1998年
- 「泳げたいやき屋のおじさん」作詞・作曲・歌：所ジョージ　1999年
- 「踊れ!たいやきくん」作詞：高田ひろお、作曲：佐瀬寿一、歌：たいプリ　2004年
- 「TEPPAN KING」作詞・作曲 : ABEDON、歌:UNICORN　2016年

## たい焼きが登場する文学作品
買い食い文化が発達した江戸時代から、その場で食せる庶民のおやつは人気があり、明治期以降、東京に暮らした多くの文豪もその作中にたい焼きを登場させている。吉本隆明は高村光太郎の一文から、たい焼きを「男のせつなさの象徴」ととらえている。
- 泉鏡花 『露肆』[55]
- 織田作之助『俗臭』[56]
- 高村光太郎「美の監禁に手渡す者」『智恵子抄』[57]
- 林芙美子『放浪記』[58]
- 宮下奈都『静かな雨』

## その他のたい焼きが登場する作品

### 漫画
- つのだじろう『その他くん』 - 主人公の実家の家業として登場する。
- 高橋留美子『うる星やつら』 - 主人公らの行きつけの店の一つとして「海老屋」というたい焼き屋が登場する。2023年のホワイトデーの企画で、この店のたい焼きをイメージしたミニたい焼きを添えたホワイトデー特製プレートが発売された[59]。
- うえやまとち『クッキングパパ』 - 第104話「泳げ!! 塩のタイヤキくん」[60]
- あみだむく『めしぬま。』 - 第42話「たい焼きとわくわく性格診断」[61]
- ドングリ『たいやき屋さんではたらいてます』[62]

### 映画
- 『静かな雨』（2020年） - 上記同名小説の映画化。
- 『映画 ふしぎ駄菓子屋 銭天堂 つりたい焼き』（2020年）[63]

### ゲーム
- 『Kanon』（1999年）
- 『カスタードクリームたい焼き』（2010年）

## たい焼き好き著名人
- 新珠三千代 - 1965年に新聞で紹介したことを機に老舗・浪花家総本店のたい焼きに注目が集まる
- サトウハチロー
- 山本嘉次郎
- 服部幸應 - 浪花家総本店常連
- 叶姉妹 - 浪花家総本店常連
- 市川海老蔵 - 浪花家総本店常連
- 木村拓哉 - デビュー前の5歳の時に『およげ!たいやきくん』がヒット。小遣いでたい焼きを買った場面が偶然に新聞に掲載される。鳴門鯛焼本舗のたい焼きファンを公言。
- エアロスミス - スティーブン・タイラー曰く「たい焼きは日本の神秘」。たい焼き好きが高じて鳴門鯛焼本舗とコラボレーションたい焼きを発売するに至る。